# Ваши пальцы пахнут ладаном
«Ваши пальцы пахнут ладаном» — песня Александра Вертинского, написанная в 1916 году и посвящённая Вере Холодной. При жизни актрисы автор снял посвящение по её просьбе. Текст был опубликован в сборнике «Печальные песенки А. Вертинского», выпущенном компанией «Прогрессивные новости» Б. Л. Андржеевского (1916—1917), и сборнике «Популярные песенки А. Вертинского», изданном фирмой «Детлаф и Ко.» (1916—1917).

## История произведения
Александр Вертинский считал себя не только поклонником Веры Холодной, но и человеком, стоявшим у истоков её творческой биографии. Согласно воспоминаниям артиста, познакомившись с бывшей танцовщицей — женой юриста Владимира Холодного — на Кузнецком Мосту, он предложил молодой даме попробовать свои силы в кинематографе и сам отвёз её на съёмочную студию. Роль Елены в фильме «Песнь торжествующей любви» (1915), поставленном по мотивам одноимённого рассказа Ивана Тургенева в ателье Александра Ханжонкова, принесла «кинонатурщице» известность. Вертинский посвятил актрисе ряд сочинений, в том числе «Маленького креольчика» (с надписью «Королеве экрана»), «Лилового негра» и «Ваши пальцы пахнут ладаном».

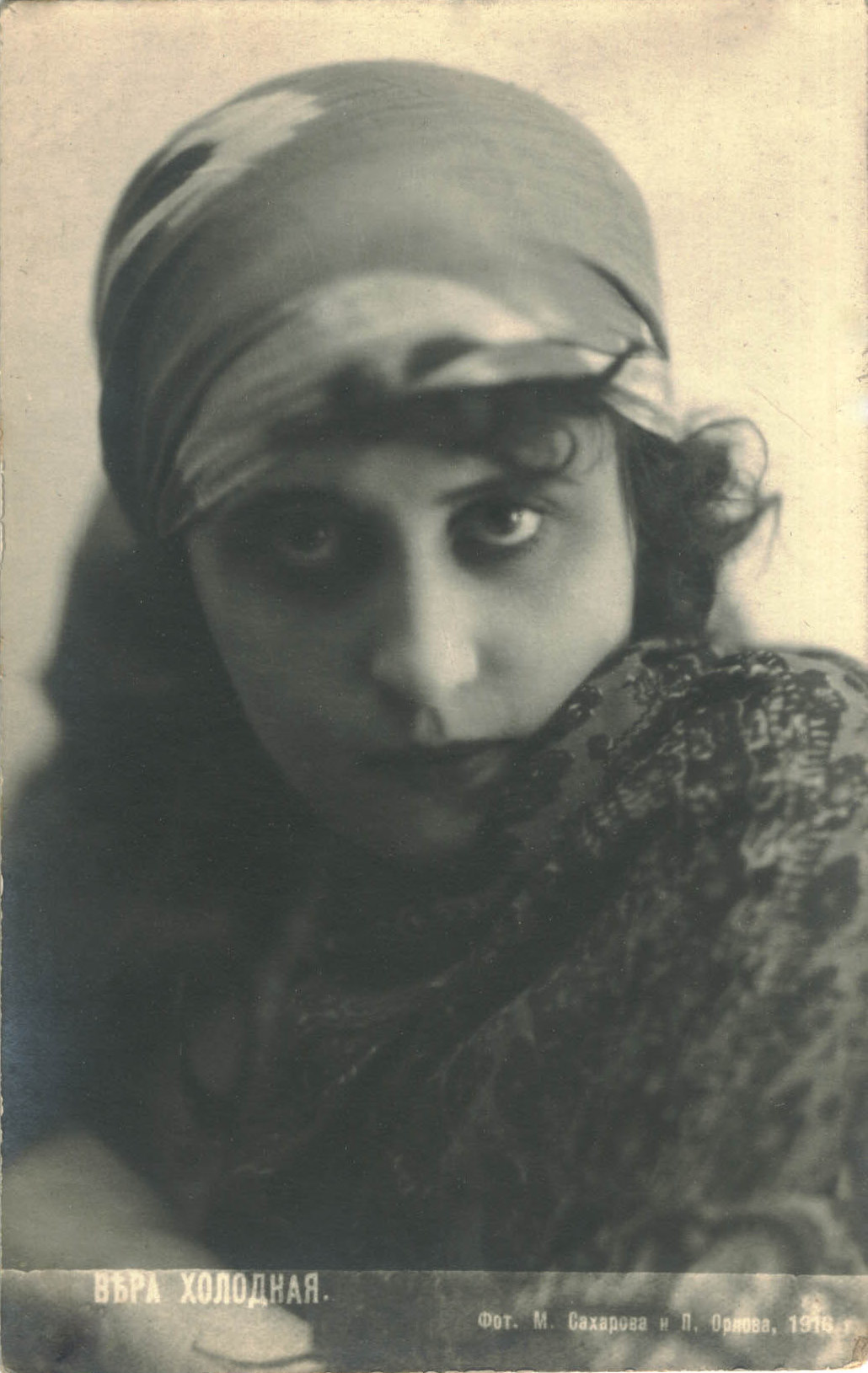
Вера Холодная. 1916

По словам Вертинского, в 1916 году, когда он прочитал актрисе адресованную ей лирическую миниатюру «Ваши пальцы пахнут ладаном», та попросила снять посвящение. Её встревожили траурные, похоронные мотивы, присутствующие в тексте. Поэт выполнил эту просьбу — он отправился к издателю и удалил из рукописи, уже подготовленной к печати, упоминание о Холодной. Через три года, узнав о её скоропостижной кончине, Вертинский вернул стихотворению прежнее — уже посмертное — посвящение: «Королеве экрана — Вере Холодной».
Миниатюра «Ваши пальцы пахнут ладаном» была опубликована в сборнике «Печальные песенки А. Вертинского» (Москва, издательская фирма «Прогрессивные новости» Б. Л. Андржеевского, 1916—1917) и сборнике «Популярные песенки А. Вертинского» (нотоиздательская фирма «Детлаф и Ко.», 1916—1917). В 1951 году Вертинский, исполнивший роль кардинала в фильме Михаила Калатозова «Заговор обречённых», стал лауреатом Сталинской премии. На это событие поэт Эмиль Кроткий откликнулся эпиграммой, в которой обыгрывалась тема раннего творчества артиста:
Вы перед зрителем кино

Предстали в облике негаданном…

Вы кардинал! Не мудрено,

Что ваши пальцы пахнут ладаном!

## Образы, символы, влияния

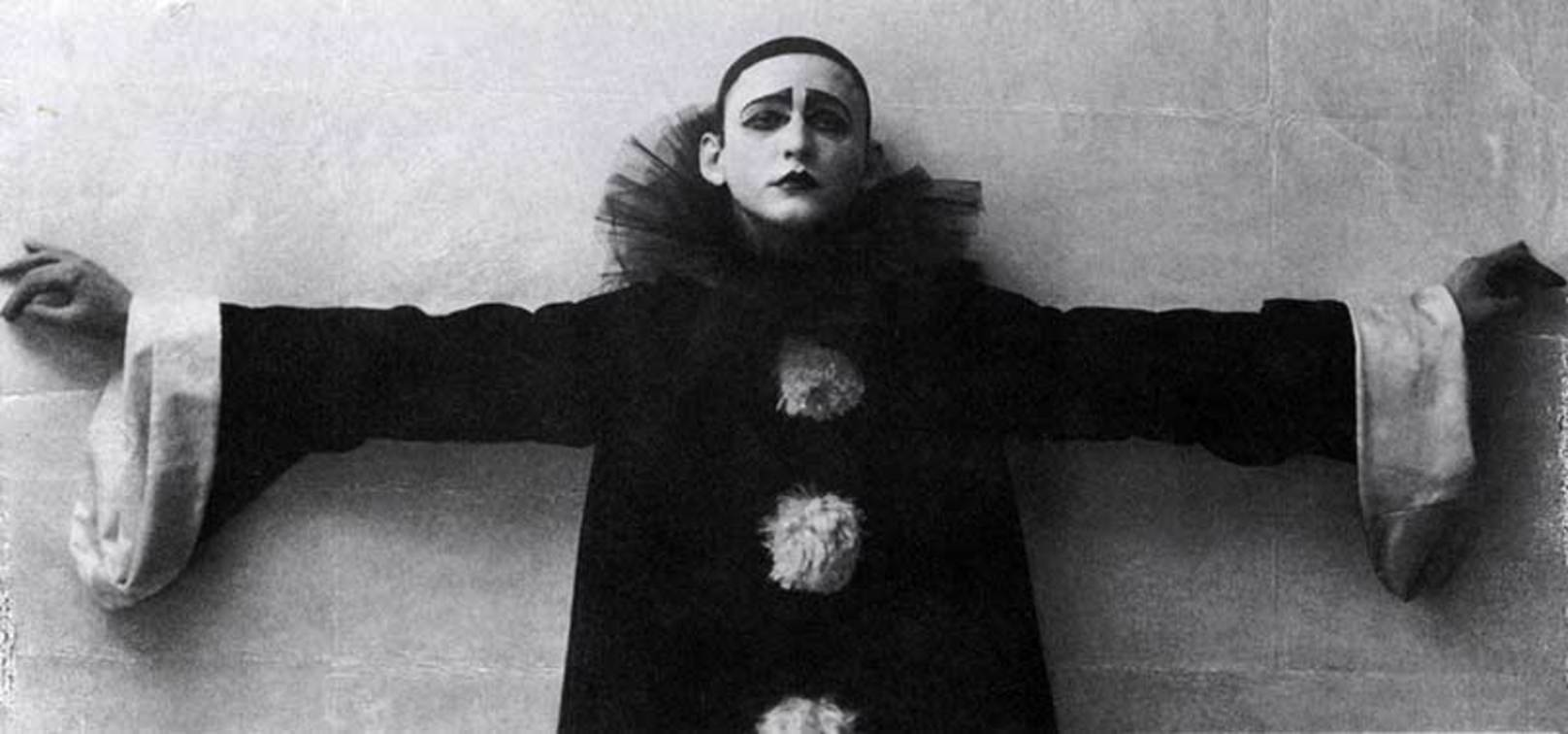
Александр Вертинский в образе Пьеро

Песня «Ваши пальцы пахнут ладаном» (наряду с другими произведениями Вертинского) была включена в номер под названием «Песенки Пьеро», с которыми он выступал в театре миниатюр Арцибушевой. В середине 1910-х годов печальный шут стал той сценической маской, которая позволяла артисту выполнять роль утешителя и рассказывать зрителям о любви, благородстве и смерти. Подобные образы являлись, по мнению исследователей, необходимым элементом творческого почерка деятелей Серебряного века; маска героя балаганного театра была столь же узнаваема публикой, как и жёлтая кофта Владимира Маяковского.
Грим белого Пьеро на лице Вертинского соотносился с текстами его же песен, в которых белый цвет символизировал отрешённость от земной суеты и был непосредственно связан со смертью, — именно такой смысл прочитывался, в частности, в настороживших Веру Холодную строчках песни «Ваши пальцы пахнут ладаном»: «Сам Господь по белой лестнице / Поведёт вас в светлый рай». В тексте миниатюры, по мнению филолога Ольги Гореловой, обнаруживаются детали, напоминающие об актёрском опыте автора: к примеру, повторение и выдвижение на первый план слова «пальцы» словно позаимствовано из эстетики немого кинематографа с его подчёркнутой, почти гротескной наглядностью.

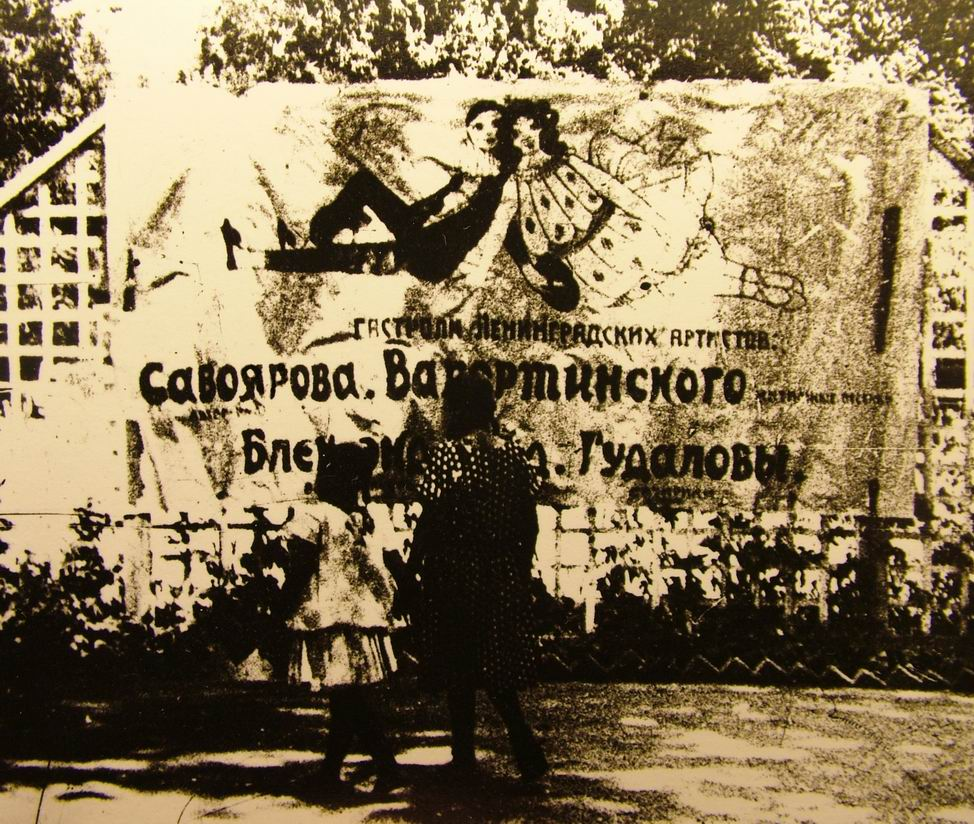
Афиша концерта-пародии «Савоярова и Валертинского», Кисловодск, август 1926

В первые послереволюционные годы и позднее, во времена НЭПа, была популярна ироническая пародия Михаила Савоярова — канцонетта под названием «Вы всё та же». В ней автор-эксцентрик (словно бы выступая от лица победившего пролетариата) высмеивал не только декадентские образы и интонации Вертинского, но и заодно — «изысканный» быт первых послереволюционных лет: «Вы всё та, вы вся пахнете амброю, / Перемены в вас нет, вы всё та…, / Сами пол подметаете шваброю, / Но прекрасны — как сон, как мечта». В своих концертах 1920-х годов Савояров вообще очень много пародировал Вертинского в модном до революции жанре «ответа» на романс или стихотворение; во втором отделении своих концертов он переодевался, гримировался под «мелового Пьеро» и исполнял несколько подобных пародий под торговой маркой (и маской) Вертинского, а в сборных гастрольных программах часто делил это занятие с ленинградским артистом Валерием Валертинским, весь репертуар, псевдоним и сценический образ которого был построен на «песенках фарфорового паяца».
В 1995 году Борис Гребенщиков записал альбом «Песни Александра Вертинского», в который включил и «Ваши пальцы пахнут ладаном». Тема неразделённой любви, печали и смерти, превалирующая в альбоме, не случайна: выбирая произведения, БГ исходил из представления о том, что «через страдания можно прийти к гармонии». Влияние поэтики Вертинского замечено и у других представителей русского рока — в частности, у группы «Агата Кристи».